# Indiana Fever 2012
La stagione 2012 delle Indiana Fever fu la 13ª nella WNBA per la franchigia.
Le Indiana Fever arrivarono seconde nella Eastern Conference con un record di 22-12. Nei play-off vinsero la semifinale di conference con le Atlanta Dream (2-1), la finale di conference con le Connecticut Sun (2-1), vincendo poi il titolo battendo nella finale WNBA le Minnesota Lynx (3-1).

## Roster
| N° | Naz.                   | Ruolo | Sportivo           | Anno | Alt. | Peso |
| -- | ---------------------- | ----- | ------------------ | ---- | ---- | ---- |
| 1  | Stati Uniti (bandiera) | G     | Shavonte Zellous   | 1986 | 178  | 70   |
| 2  | Stati Uniti (bandiera) | A     | Erlana Larkins     | 1986 | 185  | 92   |
| 5  | Stati Uniti (bandiera) | G     | Roneeka Hodges     | 1982 | 180  | 75   |
| 8  | Canada (bandiera)      | C     | Tammy Sutton-Brown | 1978 | 193  | 91   |
| 11 | Stati Uniti (bandiera) | GA    | Karima Christmas   | 1989 | 183  | 82   |
| 13 | Australia (bandiera)   | G     | Erin Phillips      | 1985 | 173  | 75   |
| 20 | Stati Uniti (bandiera) | G     | Briann January     | 1987 | 173  | 73   |
| 23 | Stati Uniti (bandiera) | GA    | Katie Douglas      | 1979 | 183  | 75   |
| 24 | Stati Uniti (bandiera) | A     | Tamika Catchings   | 1979 | 185  | 76   |
| 32 | Stati Uniti (bandiera) | G     | Jeanette Pohlen    | 1989 | 183  | 81   |
| 45 | Stati Uniti (bandiera) | C     | Sasha Goodlett     | 1990 | 196  | 108  |
| 50 | Stati Uniti (bandiera) | C     | Jessica Davenport  | 1985 | 196  | 98   |

## Staff tecnico
- Allenatore: Lin Dunn
- Vice-allenatori: Mickie DeMoss, Stephanie White
- Preparatore atletico: Todd Champlin
- Preparatore fisico: Emily Novitsky